# DUT
DUT (англ. Deoxyuridine triphosphatase) – білок, який кодується однойменним геном, розташованим у людей на короткому плечі 15-ї хромосоми. Довжина поліпептидного ланцюга білка становить 252 амінокислот, а молекулярна маса — 26 563.
| 10         |  | 20         |  | 30         |  | 40         |  | 50         |
| ---------- |  | ---------- |  | ---------- |  | ---------- |  | ---------- |
| MTPLCPRPAL |  | CYHFLTSLLR |  | SAMQNARGAR |  | QRAEAAVLSG |  | PGPPLGRAAQ |
| HGIPRPLSSA |  | GRLSQGCRGA |  | STVGAAGWKG |  | ELPKAGGSPA |  | PGPETPAISP |
| SKRARPAEVG |  | GMQLRFARLS |  | EHATAPTRGS |  | ARAAGYDLYS |  | AYDYTIPPME |
| KAVVKTDIQI |  | ALPSGCYGRV |  | APRSGLAAKH |  | FIDVGAGVID |  | EDYRGNVGVV |
| LFNFGKEKFE |  | VKKGDRIAQL |  | ICERIFYPEI |  | EEVQALDDTE |  | RGSGGFGSTG |
| KN         |  |            |  |            |  |            |  |            |

A: Аланін

C: Цистеїн

D: Аспарагінова кислота

E: Глутамінова кислота

F: Фенілаланін

G: Гліцин

H: Гістидин

I: Ізолейцин

K: Лізин

L: Лейцин

M: Метіонін

N: Аспарагін

P: Пролін

Q: Глутамін

R: Аргінін

S: Серин

T: Треонін

V: Валін

W: Триптофан

Кодований геном білок за функціями належить до гідролаз, фосфопротеїнів. 
Задіяний у таких біологічних процесах, як метаболізм нуклеотидів, альтернативний сплайсинг. 
Білок має сайт для зв'язування з іоном магнію. 
Локалізований у ядрі, мітохондрії.